# Burg Niederschopfheim
Die Burg Niederschopfheim ist eine abgegangene Höhenburg bei 208 m ü. NN auf dem Zixen- oder Zizenberg bei dem Ortsteil Niederschopfheim der Gemeinde Hohberg im Ortenaukreis in Baden-Württemberg.
Die Burg wurde von den Rittern von Schopfenheim im 11. oder 12. Jahrhundert erbaut und 1534 zerstört. Weitere Besitzer waren die Herren von Windeck und die Ritter von Bach. Von der nicht genau lokalisierbaren Burganlage ist nichts erhalten.
2010 wurde auf der denkmalgeschützten Bergkuppe des Zixenberges der Nachbau einer Burgruine errichtet, was einen Konflikt zwischen dem Burgherren und der Denkmalschutzbehörde nach sich zog.